# Ionel Gane
Ionel Tersinio „Jerry” Gane (n. 12 octombrie 1971, Drănic, Dolj, România) este un antrenor român de fotbal și fost jucător. Ca fotbalist și-a petrecut mare parte din carieră la echipa Universitatea Craiova.

## Cariera de antrenor
Cariera de antrenor și-a început-o în anul 2007 ca secund al italianului Nicolo Napoli la FC U Craiova 1948. În urma demiterii lui Napoli în luna mai a anului 2009, Gane a devenit antrenor principal interimar, apoi l-a urmat ca secund pe Napoli la FC Brașov, dar după numai 3 săptămâni italianul este demis, iar Gane este nevoit să părăsească și el echipa brașoveană. În vara anului 2009 a devenit antrenorul principal al echipei Gaz Metan CFR Craiova.

## Titluri
- Ca jucător:

| Sezon   | Club                  | Titlu          |
| ------- | --------------------- | -------------- |
| 1990-91 | Electroputere Craiova | Liga II        |
| 1992-93 | Universitatea Craiova | Cupa României  |
| 1999-00 | FC St. Gallen         | Superliga Axpo |
| 2005-06 | VfL Bochum            | 2. Bundesliga  |
| 2005-06 | Universitatea Craiova | Liga II        |

## Legături externe
- Ionel Gane la RomanianSoccer.ro